# Unterhaching
Unterhaching est une commune de Bavière, située dans la banlieue sud de Munich. C'est actuellement, avec plus de 20 000 habitants, l’une des trois plus grandes communes de l’arrondissement de Munich.

## Histoire
| Appartenances historiques Principauté épiscopale de Frisingue 1294–1803 Électorat de Bavière 1803–1806 Royaume de Bavière 1806–1918 République de Weimar 1918–1933 Reich allemand 1933–1945 Allemagne occupée 1945–1949 Allemagne 1949–présent |

En 1533, Unterhaching comptait 57 maisons et seulement 93 en 1880, avec 476 habitants. La physionomie du village changea après la première Guerre mondiale.

### Jumelages
- Bischofshofen (Autriche) depuis 1979.
- Le Vésinet (France) depuis 1978.
- Witney (Royaume-Uni) depuis 1989.
- Adeje, Santa Cruz de Ténérife (Espagne)

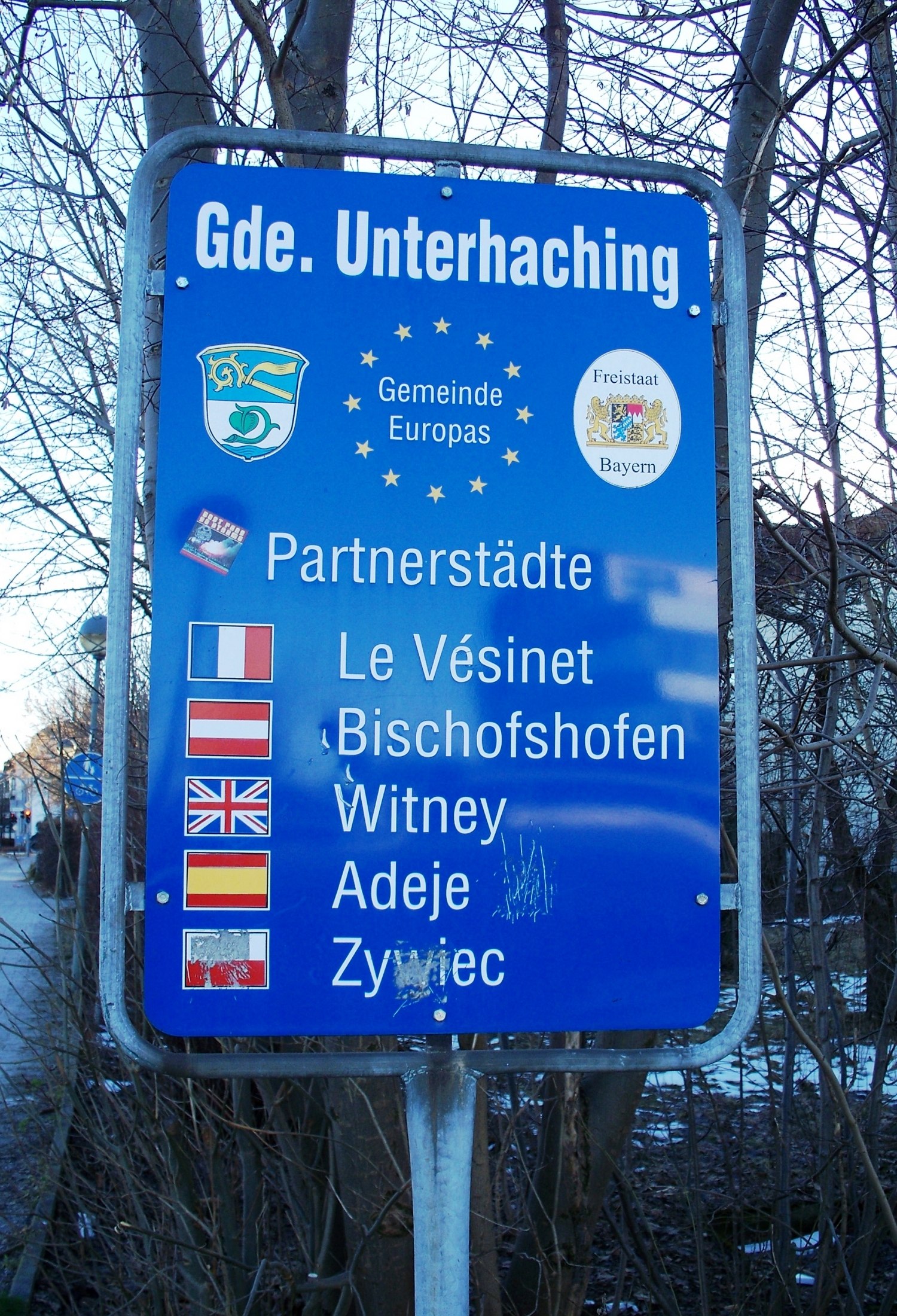

- Żywiec (Pologne)
- Dallgow-Döberitz (Allemagne)

## Environnement
Depuis l'été 2009, environ un tiers des 24 346 habitants vivant dans les maisons d'Unterhaching étaient chauffées et alimentés en électricité par une centrale géothermique d'une puissance électrique de 2 mégawatts. C'est la plus grande du pays (inaugurée le 2 juin 2009, après cinq ans de forage permettant maintenant de remonter une eau de 122 à 133 °C prélevée à 3 500 mètres de profondeur). La centrale qui fonctionne selon le principe du cycle de Kalina (en) permet d'éviter la production de 40 000 tonnes de CO2 émis par an.

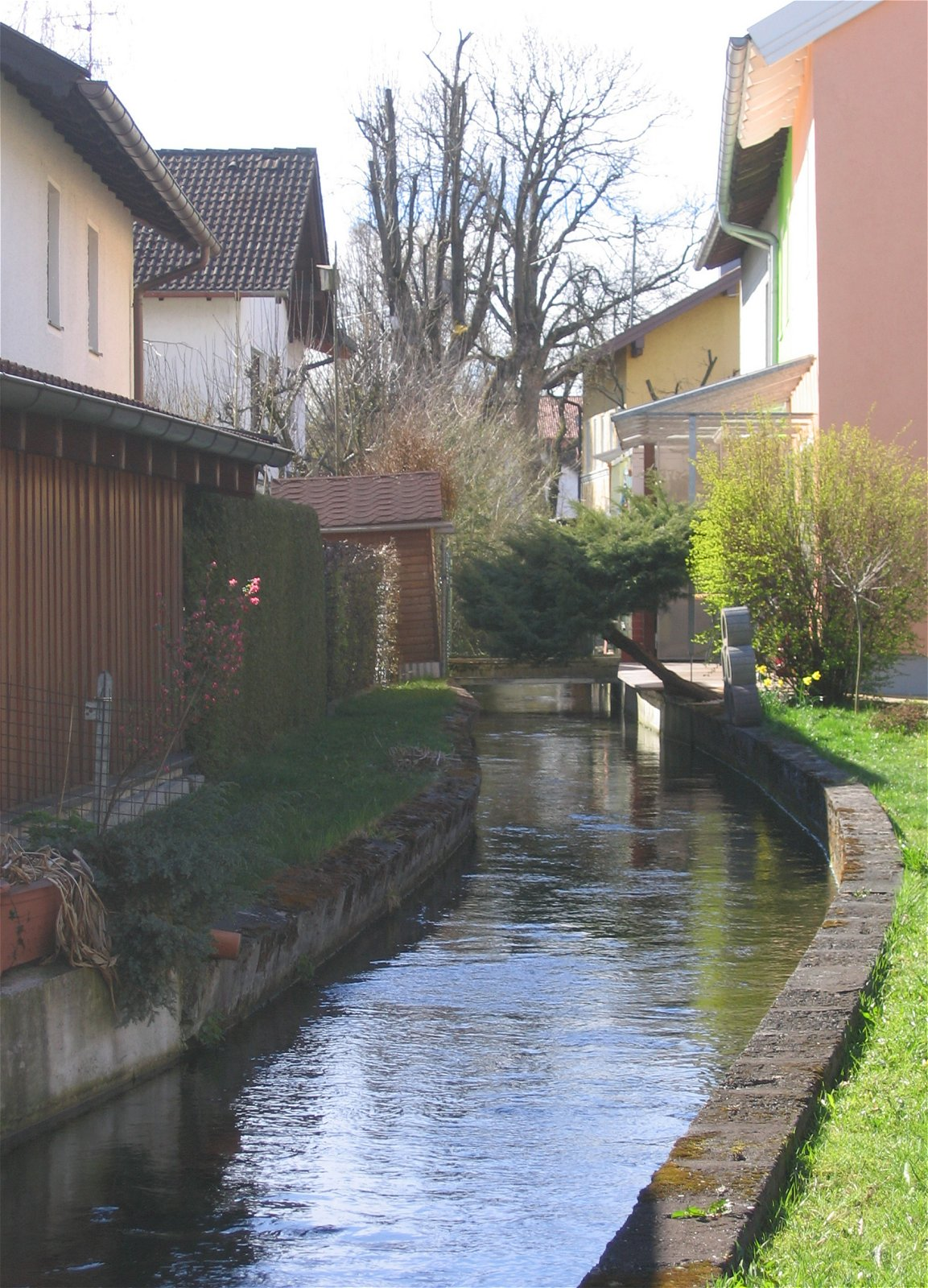
Hachinger Bach.
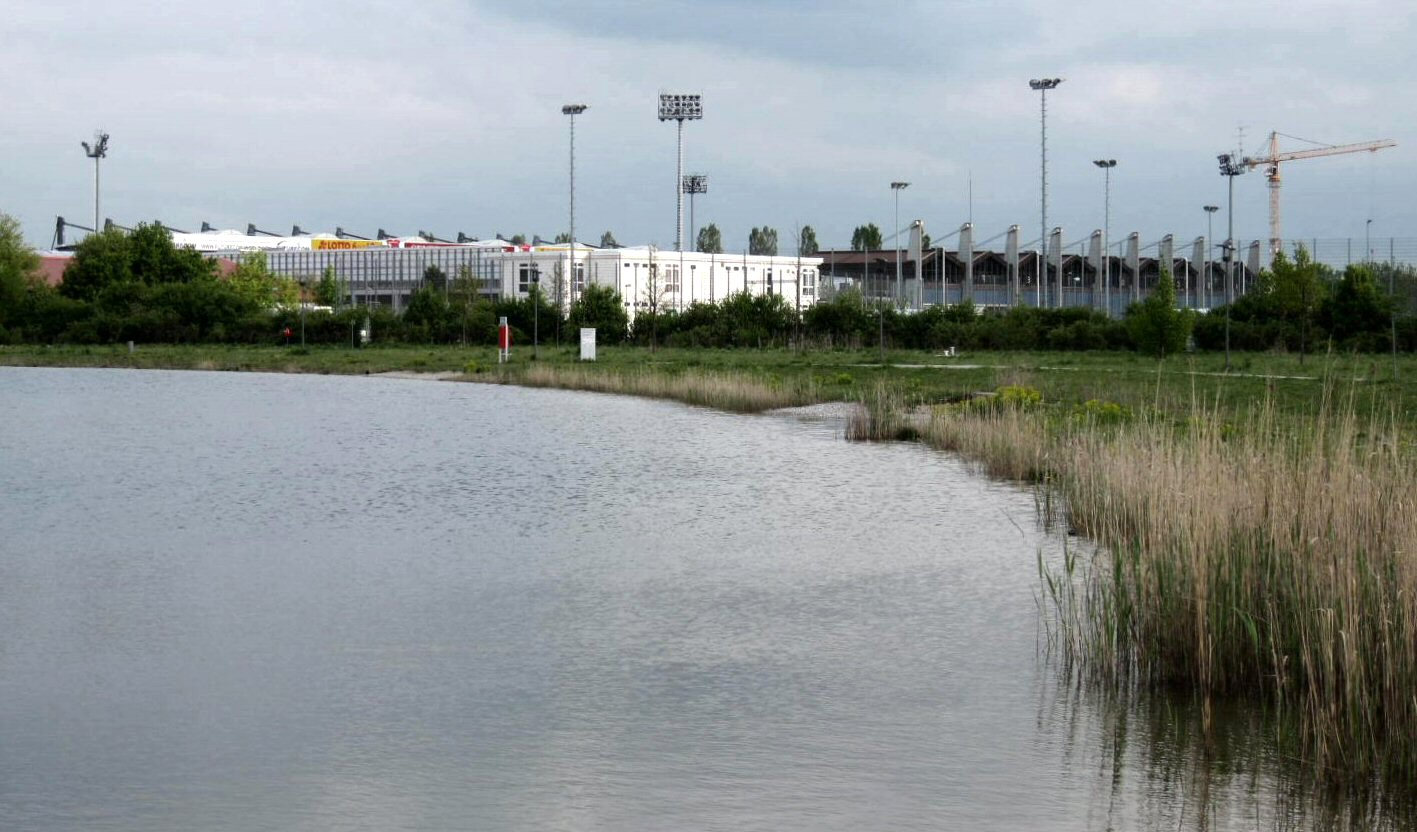
Sportpark.
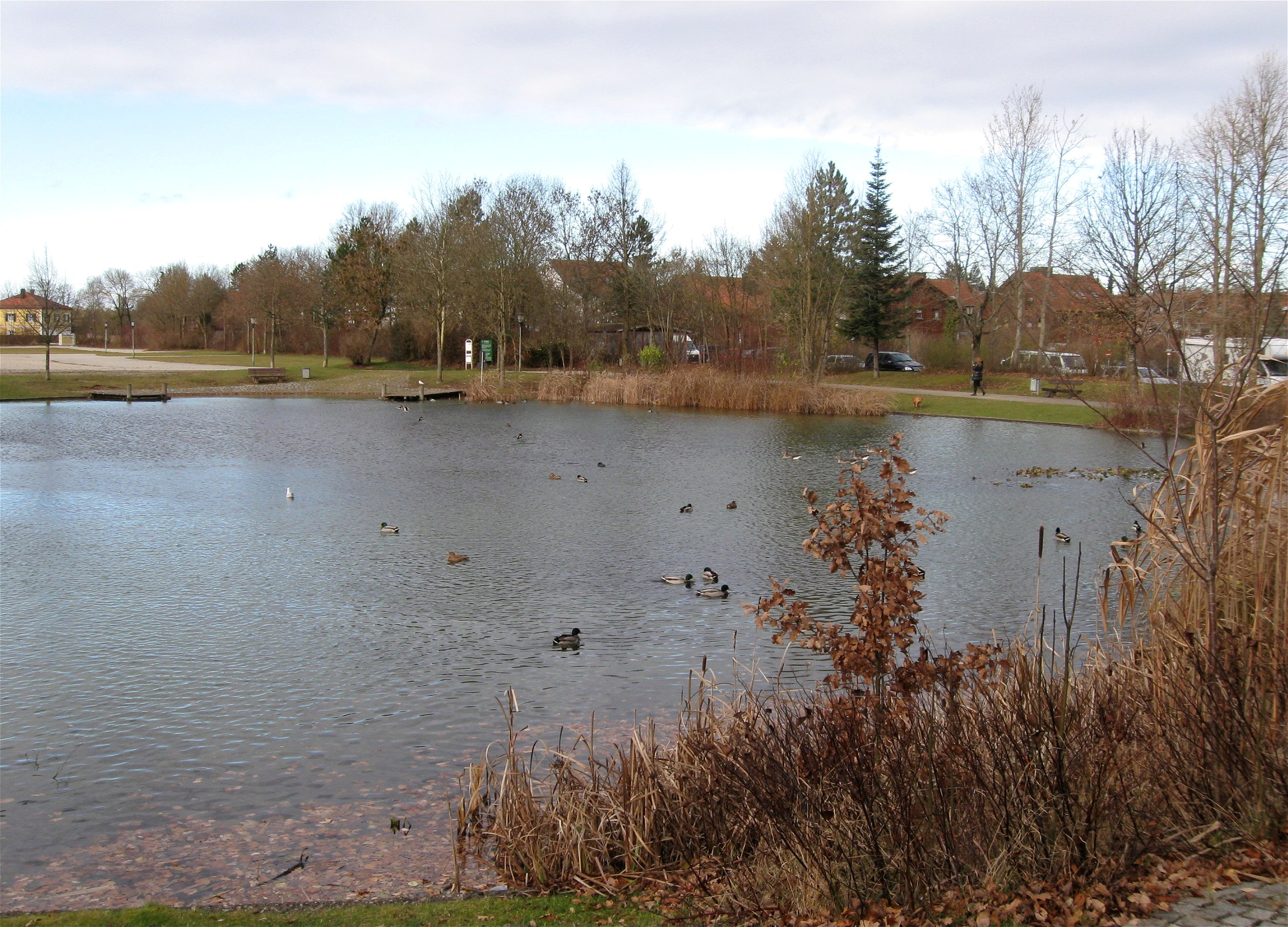
Unterhachinger See.

## Politique
La commune d'Unterhaching est dirigée par trois maires, qui sont élus par les habitants pour un mandat de six ans. Depuis le 1er mai 2008, Wolfgang Panzer (de), du SPD, est le premier maire (Bürgermeister) de la ville d'Unterhaching.

## Enseignement
La commune d'Unterhaching possède également un lycée, d'abord appelé Gymnasium Unterhaching, puis devenu depuis 2005 le Lise-Meitner Gymnasium Unterhaching (LMGU), du nom de la physicienne autrichienne Lise Meitner qui travailla sur la radioactivité et les réactions nucléaires.
Il accueille 1 200 élèves et compte plus de 400 professeurs et 44 classes. Depuis plus de vingt ans, le lycée Alain du Vésinet organise un échange avec le Lise Meitner Gymnasium Unterhaching pour les élèves de seconde européenne allemand.

## Sports
- Football: SpVgg Unterhaching
- Volley-ball: TSV Unterhaching